# Jony Rodríguez
Pour les articles homonymes, voir Rodríguez.
Jonathan Rodríguez Menéndez, né le 9 juillet 1991 à Cangas del Narcea (Espagne), est un footballeur espagnol qui joue au poste d'ailier ou de milieu offensif au FC Carthagène.

## Biographie
Lors de la saison 2014-2015, il inscrit sept buts en deuxième division espagnole avec le club du Sporting de Gijón.